# Stegana furta
Stegana furta är en tvåvingeart som först beskrevs av Carl von Linné 1767.  Stegana furta ingår i släktet Stegana och familjen daggflugor. Arten är reproducerande i Sverige. Inga underarter finns listade i Catalogue of Life.